# ヤード条例
ヤード条例（ヤードじょうれい）とは、自動車盗の温床になりやすいとされることから、自動車解体業者が廃車される中古車を貯蔵し解体する施設「ヤード」（英語: Yard）を規制する日本の条例である。
条例であるため略称は各自治体によって異なるが、愛知県では「ヤード条例」、千葉県では「自動車ヤード条例」と呼称している。
なお、使用済自動車の再資源化等に関する法律（自動車リサイクル法）第60条の規定により、自動車解体業を営む者は都道府県知事の許可が必要である。

## 概要

### 制定の経緯
2015年4月1日付で千葉県が初めて条例を施行した。なお、千葉県で初めてこの種の条例が制定・施行された理由の一つとして、県は「本県の自動車ヤード数は全国的に見て突出して多い」と説明している。
中古車解体施設「ヤード」について、経営者の届け出義務および、自動車や自動車部品の取引記録の作成を義務付け、警察官の立ち入り権限を強化するとともに、規定に違反した業者に是正命令を出すことができ、命令に違反した場合の罰則を規定している。各都道府県警察が管轄する。

### 抜け道を突いた不法行為
しかしながら、条例の抜け道を突いた不法行為も後を絶たない。2015年に千葉県で初めて施行された条例では、規制対象が四輪自動車のみでオートバイや重機類は対象とされていなかったため、「ヤード」から盗まれた重機の盗品販売事件が発生している。
また全国を対象とした法律ではなく、都道府県など地方自治体単位の条例であることから、自動車解体業者が「ヤード」を条例未制定の近県に移設するといった規制逃れも見られる。これは自動車排出ガス規制のディーゼル車規制条例で、低年式で規制対象となったディーゼル自動車を、使用地を偽り規制対象外地域で車庫証明を申請する「車庫飛ばし」と類似した手口である。
その一例として、2019年に条例を施行した愛知県では、県内の自動車解体業者が「ヤード」を隣接する三重県へ移設したことから、県境付近の木曽三川河口に面した木曽岬町に「ヤード」が急増して、地域住民の生活環境が悪化する事態が発生した。このため三重県でも2021年に条例を施行して、愛知県内から流入してきた「ヤード」を規制せざるを得なくなった。
また三重県が新設した条例では「ヤード」だけでなく、自動車解体や中古車輸出に関わる業者すべてに対象を拡大し、規制を強めたことが特徴である。こうした規制逃れを防ぐため、愛知県をはじめ他の自治体でも条例を随時改正し、規制を強化している。

### 市町村での条例施行
三重県と同様に、兵庫県三木市でも「ヤード」による騒音公害や廃油の不法投棄による土壌汚染・水質汚濁などが発覚したため、三木市は千葉県に続き、市町村としては初の条例を制定・施行するに至った。また同日には茨城県坂東市でも同様の条例が施行されている。

## 各自治体の条例

### 都道府県
- 千葉県 - 千葉県特定自動車部品のヤード内保管等の適正化に関する条例[3]（2015年4月1日施行[1]）
- 茨城県 - 茨城県ヤードにおける自動車の適正な取扱いの確保に関する条例[13]（2017年4月1日施行[5]）
- 愛知県 - ヤードにおける盗難自動車の解体の防止に関する条例（2019年12月1日施行）[2]
- 埼玉県 - 埼玉県ヤードにおける自動車等の適正な取扱いの確保に関する条例（2020年7月1日施行）[14]
- 三重県 - 盗難自動車の解体及び輸出の防止等に関する条例（2021年10月1日）[9]

### 市町村
- 兵庫県三木市 - 三木市におけるヤード内保管等の適正化に関する条例（2016年7月1日施行）[15]
- 茨城県坂東市 - 坂東市特定自動車部品のヤード内保管等の適正化に関する条例[12]（2016年7月1日施行[16]）